# Richard Friesicke
Friedrich Wilhelm Richard Friesicke (* 10. April 1883 in Berlin; † 7. August 1949 in West-Berlin) war ein deutscher Ruderer.

## Biografie
Richard Friesicke nahm bei den Olympischen Sommerspielen 1912 in Stockholm mit seinem Verein dem Berliner RC Sport-Borussia in der Achter-Regatta teil. Jedoch konnte das Boot nicht den Finallauf erreichen.